# Bethany Cabe
Bethany Cabe es un personaje que aparece en los cómics estadounidenses publicados por Marvel Comics. Creada por David Michelinie y Bob Layton, el personaje apareció por primera vez en Iron Man #117 (diciembre de 1978).Bethany Cabe es un personaje secundario e interés amoroso del superhéroe Tony Stark/Iron Man.Ella también ha sido miembro de la Legión de Hierro en varios momentos de su historia.

## Historial de publicaciones
Bethany Cabe debutó en Iron Man #117 (diciembre de 1978), creada por el escritor David Michelinie y el artista Bob Layton.Más tarde apareció en la serie Iron Man de 1968. Apareció en la serie de guías enciclopédicas Official Handbook of the Marvel Universe Update '89 de 1989, de Peter Sanderson. Apareció en el libro de bolsillo comercial The All-New Iron Manual de 2008. Apareció en la serie Tony Stark: Iron Man del 2018, de Dan Slott.

## Biografía ficticia
Bethany Cabe apareció mientras Tony Stark asistía a una fiesta en la Embajada de Carnelian. Stark estaba tratando de atraer a un asesino, conocido con el nombre en clave Spymaster, que intentó matarlo.Stark estaba algo aburrido de la fiesta. Sin embargo, su atención fue rápidamente captada por la presencia de una despampanante pelirroja, que estaba rodeada de potenciales pretendientes.
Cabe poco después se convirtió en la novia de Stark y apareció en varias misiones, incluida una operación encubierta que involucraba a Roxxon Oil. Fue después de este incidente que le reveló a Stark que en realidad era una guardaespaldas que trabajaba para Cabe & McPherson Security Specialists, junto con su mejor amiga Ling McPherson. Más tarde, Cabe acompañó a Stark a Atlantic City. Entró en conflicto como Iron Man con Melter,  Blizzard y Whiplash. Durante la batalla, Iron Man casi fue superado por las temperaturas extremas combinadas de Melter y Blizzard. Sin embargo, Cabe intervino para salvarlo, proporcionándole a Iron Man una distracción temporal. Con sus habilidades expertas en el combate cuerpo a cuerpo, Cabe acabó rápidamente con Whiplash. Sin embargo, esta batalla inició una brecha entre Cabe y el guardaespaldas de Stark, ya que Cabe creía que Iron Man debería haber estado protegiendo a Stark en lugar de participar en la batalla. La brecha llegó a un punto crítico cuando el repulsor de Iron Man, bajo el control de Justin Hammer, atravesó al embajador de Carnelian, matándolo instantáneamente. Con Iron Man buscado por asesinato, la relación de Cabe y Stark comenzó a enfriarse.
Stark ya había comenzado a beber mucho y estaba en su primera borrachera alcohólica. En el momento más oscuro de Stark, Cabe regresó y le brindó amor, apoyo y amistad, lo que fue fundamental para ayudar a Stark a superar su adicción. También fue durante este tiempo que Bethany reveló que anteriormente estuvo casada con un diplomático alemán, Alexander Von Tilburg, que tenía una adicción similar a las drogas. Cabe explicó su arrepentimiento y culpa por haber abandonado Tilburg cuando más la necesitaba y cómo pareció morir en un accidente automovilístico. Cabe creía que si ella se hubiera quedado con él, Tilburg todavía estaría viva hoy.
Una vez que Stark dejó la botella, Bethany reanudó su relación con Stark y se convirtió en su confidente más cercana. Sin embargo, Stark decidió no revelar que él era Iron Man en ese momento. Poco después, Iron Man volvió a entrar en conflicto con Madame Máscara. Máscara y Spymaster secuestraron a Cabe. Máscara quería vengarse de Stark y mostró sus celos por la relación íntima de Cabe con él. Ella reveló que Stark y Iron Man eran lo mismo, creyendo que esto sorprendería a Cabe. Sin embargo, Cabe explicó que ya descubrió este secreto hace semanas. Máscara, en un ataque de ira, intentó matar a Cabe, pero fue vencida en el proceso. Este incidente anunció el inicio de una enemistad a largo plazo entre Cabe y Máscara.
Después de un viaje al Caribe donde Cabe y Stark finalmente parecieron encontrar la felicidad, Cabe llegó a casa con la noticia de que su esposo todavía estaba vivo y retenido en algún lugar de Alemania del Este. Ella estaba decidida a rescatarlo y se volvió reservada y cautelosa con Stark. Cabe finalmente viajó a Alemania, donde fue capturada y prisionera en una instalación de alta tecnología conocida como "Der Hand Von Himmel" o "La Mano del Cielo". Iron Man intentó rescatarla. Pero después de ayudarla a escapar, fue capturado y mantenido prisionero en la instalación. Iron Man luchó contra el Láser Viviente para escapar, pero una vez que regresó a los Estados Unidos, Cabe le informó que regresaría con su esposo. Por tanto, su relación con Stark había terminado.
Stark tuvo otra borrachera alcohólica poco después, que esta vez fue mucho más grave. Algunos años más tarde, Cabe regresó en busca de la ayuda de Stark. Sin embargo, fue capturada por Obadiah Stane, quien usó tecnología de transferencia mental para cambiar la personalidad de Cabe con la de Máscara. Ahora, en el cuerpo de Cabe, Máscara intentó matar a Stark. Sin embargo, Cabe la frustró en el cuerpo de Máscara. Stark logró transferir con éxito sus personalidades a sus legítimos dueños. Posteriormente, Cabe decidió regresar a Alemania para poner fin oficialmente a su relación con Tilburg. Sin embargo, Tilburg murió por una sobredosis de drogas. Cabe no regresó durante algún tiempo.
Años más tarde, después de que el sistema nervioso de Stark fuera manipulado, obligándolo a fingir su propia muerte, el robot gigante Ultimo comenzó a atacar Los Ángeles. Jim Rhodes, con la apariencia blindada de Máquina de Guerra. reclutó a un puñado de antiguos amigos y empleados de Stark para formar un grupo temporal formado únicamente por antiguas encarnaciones de Iron Man conocido como la Legión de Hierro. Cabe estaba entre los reclutados. Llevaba la armadura que Stark se había puesto después de las Guerras de Armaduras y, junto con Máquina de Guerra y los otros Hombres de Hierro, luchó contra Ultimo. Cabe y Rhodes fueron los únicos Hombres de Hierro que quedaron en pie antes de que Stark regresara para destruir a su enemigo. Después de la batalla, Stark reclutó a Cabe como su nuevo Jefe de Seguridad en Stark Enterprises.
Bethany permaneció como Jefa de Seguridad por motivos puramente platónicos. Sin embargo, poco antes del incidente de Crossing, Tony Stark renovó su relación con Cabe una vez más. Esta relación no se desarrolló en Iron Man vol. 1 pronto llegó a su fin y no fue revivido en volúmenes posteriores.
Cabe reapareció como benefactor de Rhodes. Durante esto, ella usó una armadura de Máquina de Guerra similar a la suya y ayudó a Rhodes en sus batallas.Después de varios atentados contra la vida de sus empleados, Stark la contrata como jefa de seguridad en su nueva empresa Stark Resilient.
A instancias de Stark, Cabe fue recontratada por Pepper Potts para reforzar los protocolos de seguridad para la incipiente startup Stark Resilient y sus empleados. Potts, que desconfiaba de Cabe, intentó socavar su posición varias veces, mintiendo sobre la falta de salario, para disuadirla de aceptar el trabajo y ocultando información potencial sobre un topo dentro de la empresa. Cabe tomó represalias capturando en secreto un video de Pepper, vestida con su armadura personal "Rescue", llorando durante el evento cruzado de Marvel Fear Itself y luego filtrando las imágenes a los accionistas.
Más tarde, Cabe defendió a Stark Resilient contra un ataque del topo, que resultó ser Spymaster.

## Recepción

### Respuesta crítica
Nishid Motwani de Comic Book Resources llamó a Bethany Cabe "hermosa, inteligente y atractiva".

## Otras versiones

### Iron Man: The End
Una versión alternativa de Bethany Cabe aparece en la Tierra-9119. Ella y Tony Stark finalmente se casan. En su vejez, se retiraron a una estación espacial diseñada por Stark que orbitaba la Tierra.

### US War Machine
Una versión alternativa de Bethany Cabe aparece en la Tierra-112001. Ella es la guardaespaldas y amante de Tony Stark, y también porta una de las armaduras diseñadas por Stark.

## En otros medios

### Película
- Se rumoreaba que Bethany Cabe aparecería en Iron Man 2, interpretada por Kate Mara.[19][20][21]La actriz luego cuestionó el reclamo.[22][23][24]Kate Mara interpretó a un personaje diferente en la película.[25]